# Chiesa di San Michele Arcangelo (Canda)
La chiesa di San Michele Arcangelo è la parrocchiale di Canda, in provincia di Rovigo, sita al centro dell'abitato. Dedicata a san Michele Arcangelo, si ritiene abbia origini seicentesche ma è stata oggetto di radicali ristrutturazione nei due secoli successivi. Nella suddivisione territoriale della chiesa cattolica, è collocata nel vicariato di Badia-Trecenta, a sua volta parte della Diocesi di Adria-Rovigo, ed è sede parrocchiale.

## Storia

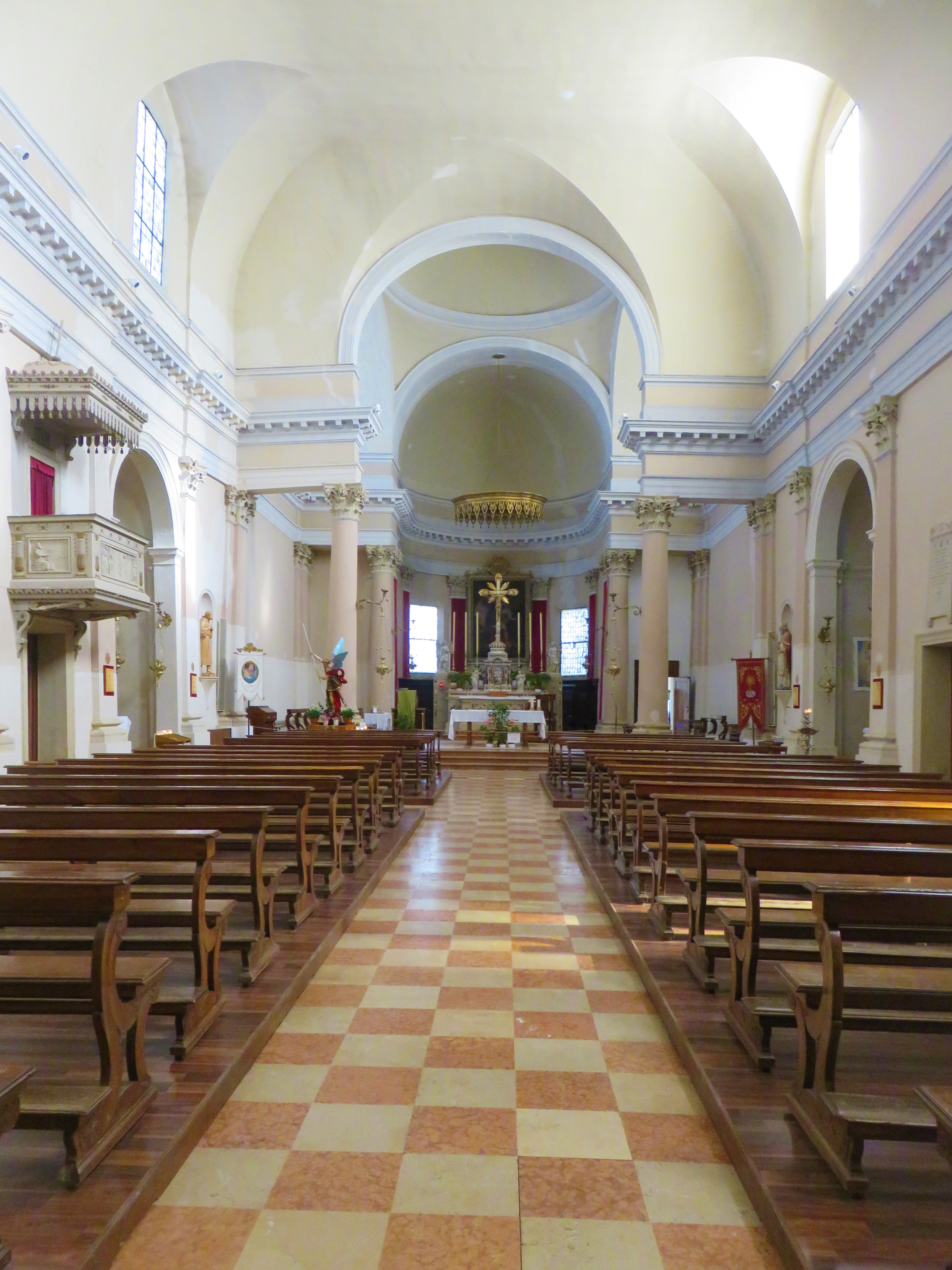
Interno

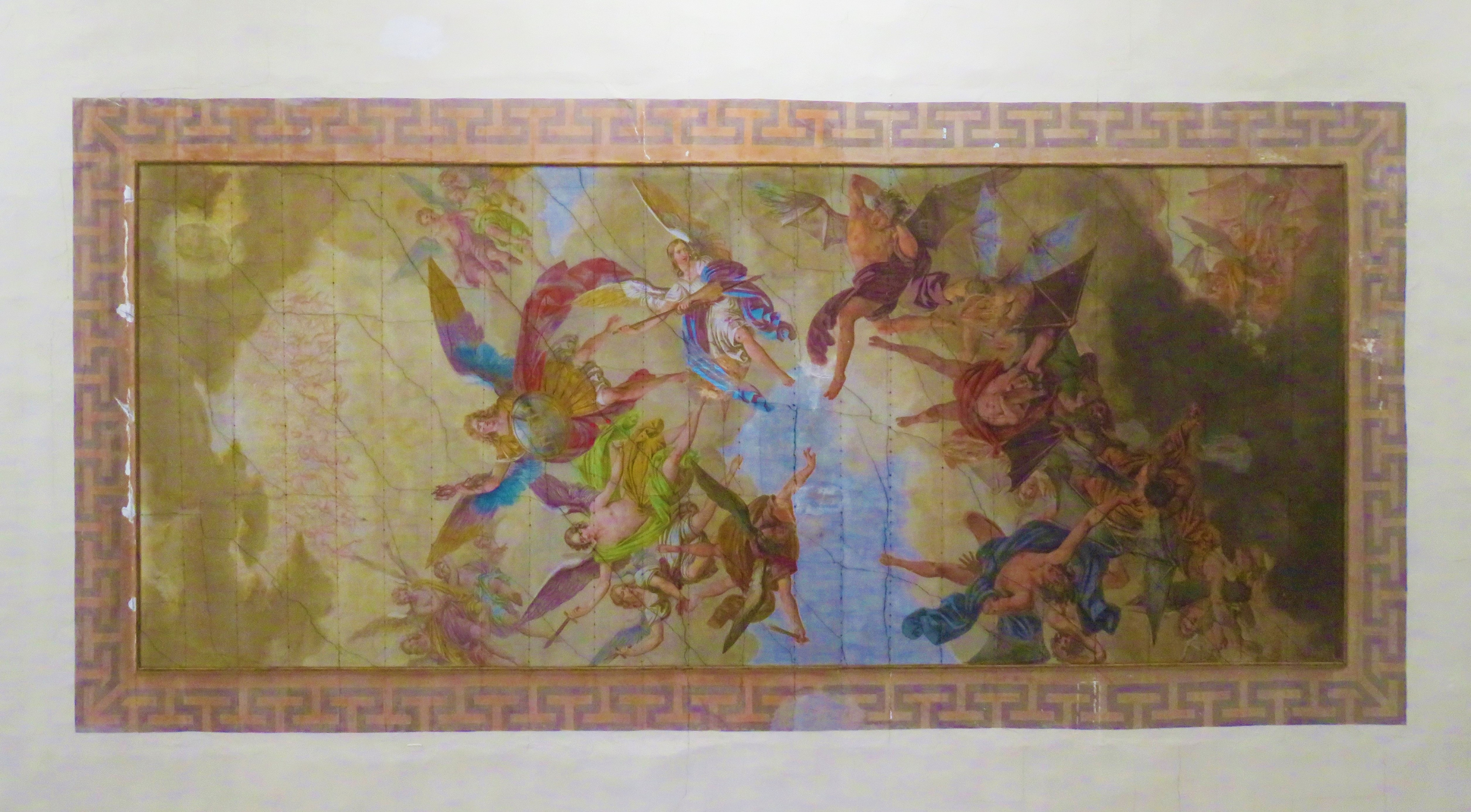
Soffitto affrescato della navata.

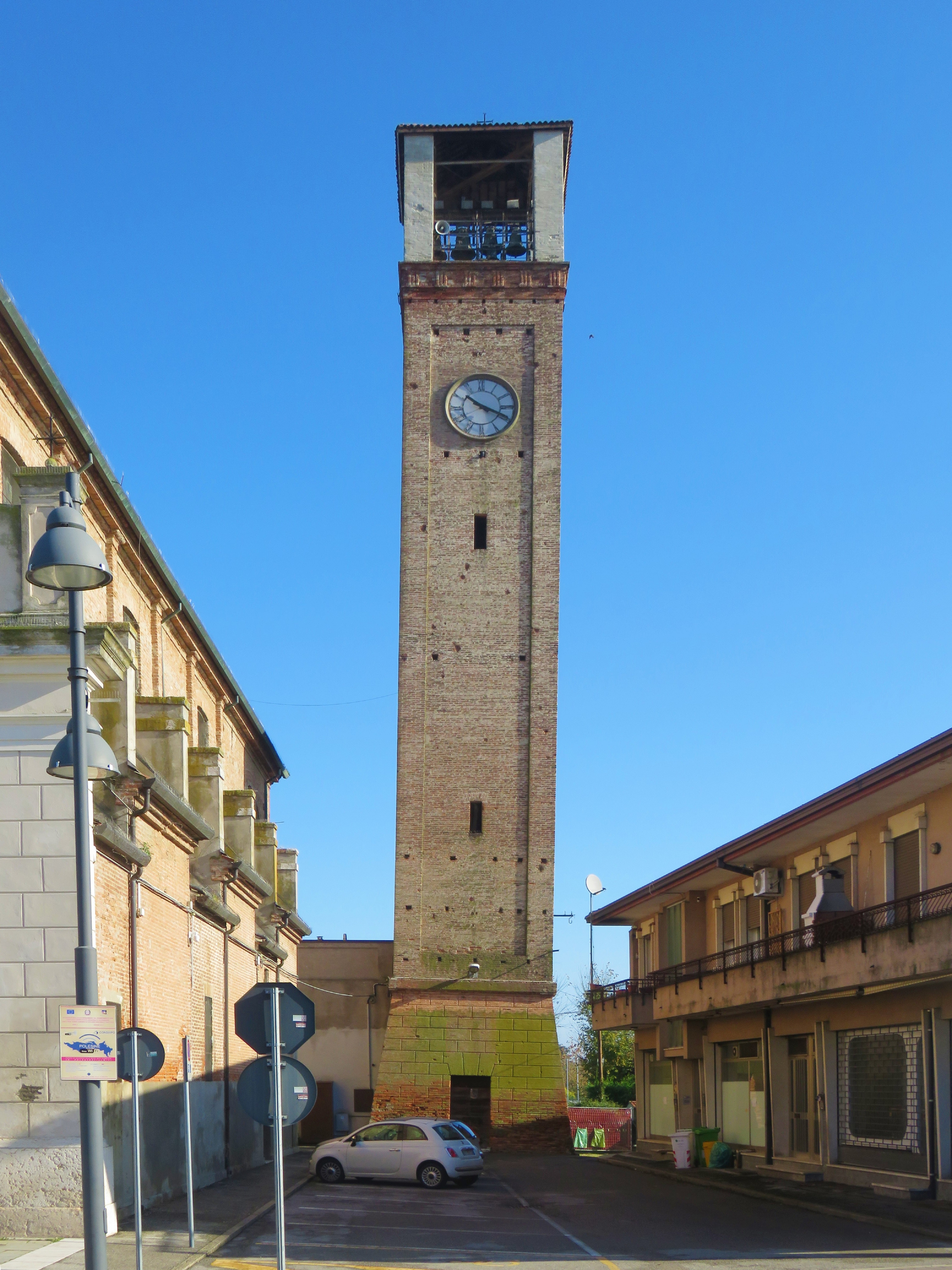
Campanile.

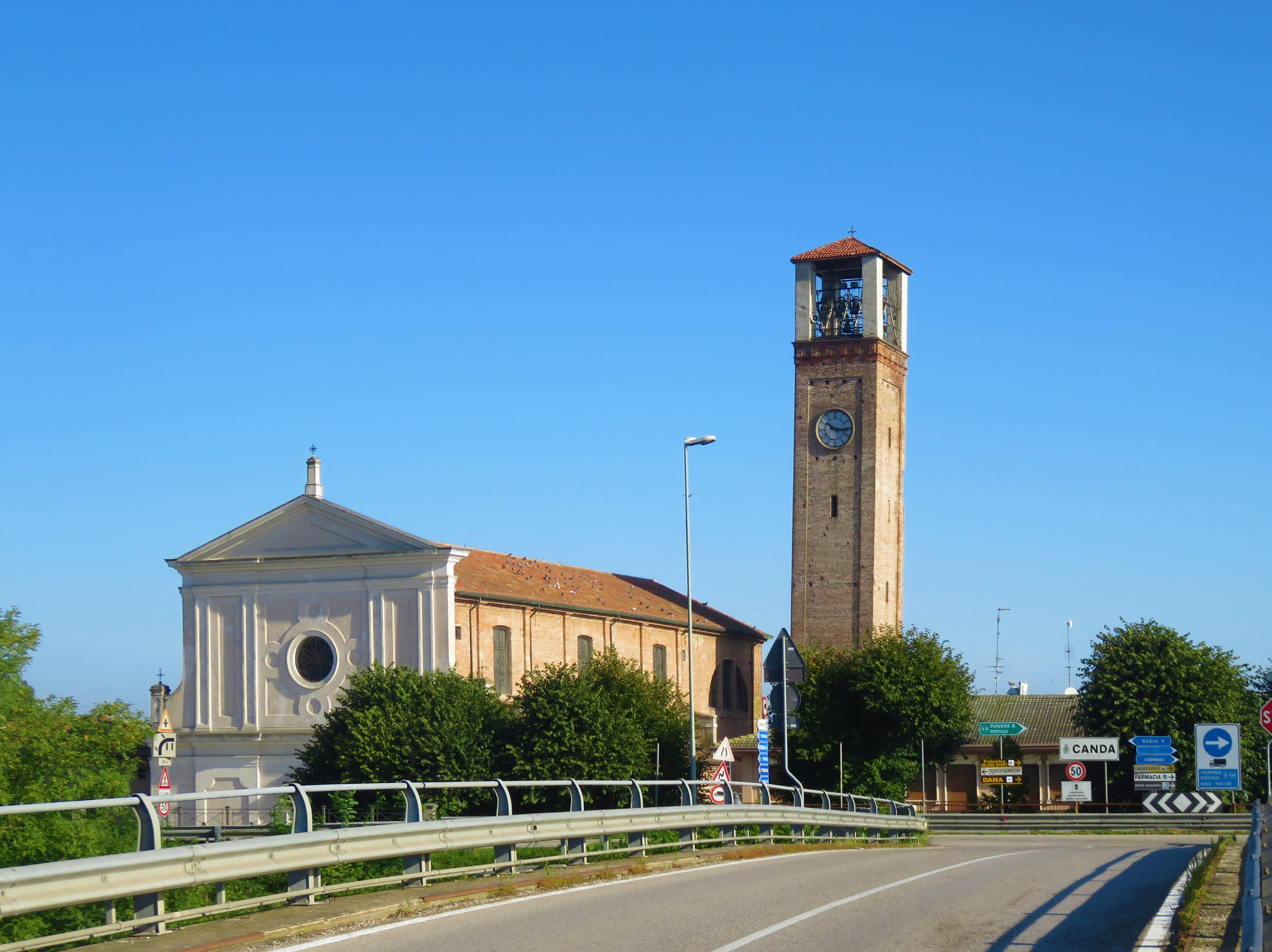
Chiesa e campanile visti dal ponte sul Canalbianco, sulla strada provinciale, da sud.

Non esistono fonti certe che permettano di stabilire con precisione i momenti legati alla costruzione di un primo edificio di culto a Canda. Storicamente l'intera area venne interessata da grandi opere di bonifica attorno alla metà del XV secolo, quando faceva parte dei possedimenti estensi nel Polesine di Rovigo e rientrava tra i domini di Ercole I d'Este.
Di quel periodo è citata la presenza di un'originaria chiesa, della quale è tramandata la data della consacrazione, risalente all'ottobre 1486, della quale poco si conosce, sia nella collocazione che nell'aspetto, per la carenza di fonti.
L'attuale struttura è stata presumibilmente eretta nella prima parte del XVII secolo, citata come di nuova fabbrica nella visita pastorale di mons. Mantica del 1636, e consacrata una prima volta dal vescovo dell'allora Diocesi di Adria Bonifacio Agliardi il 4 maggio 1660.
La parte absidale è stata ricostruita nella prima metà del XIX secolo, quando anche altre parti vennero rimaneggiate, con l'aggiunta di tre altari, di importanza storica notevole perché provenienti dalla distrutta abbazia territoriale della Vangadizza, legata alla casata estense.

## Descrizione

### Esterno
L'edificio, a pianta basilicale, è orientato nord-sud, con la facciata e il prospiciente sagrato affacciati alla sponda sinistra del Canalbianco, nascosto, come il resto dell'abitato, dall'argine che negli anni ha subito lavori di innalzamento per preservare il territorio dalle esondazioni.
Il disegno della facciata, che risale agli ultimi anni del XIX secolo, è di Silvio Adami. Architettonicamente classicheggiante si presenta su due ordini. L'ordine inferiore, separato dal superiore con una cornice leggermente sporgente, mostra un unico portale di accesso sormontato da un frontone che ricorda quello superiore dell'intera facciata. Ai lati due grandi motivi ornamentali gemelli a forma di cornici. L'ordine superiore, leggermente più ristretto rispetto all'inferiore, mostra due coppie di lesene che racchiudono, al centro, un grande rosone rotondo adornato da quattro motivi ornamentali pure essi rotondi. Dopo una nuova cornice sporgente la facciata è sormontata da un frontone classico e semplice. Al centro, in alto, una piccola colonna quadrata con croce.
Il campanile pende in modo evidente e curioso. La parte che regge le campane non è allineata con la struttura sottostante. Il campanile attuale è incompiuto: dopo la demolizione del precedente per motivi di stabilità, è stato ricostruito dal 1822 al 1837. Purtroppo è rimasto incompiuto per motivi di stabilità. Sul campanile attuale ci sono 6 campane totali: la maggiore è stata fusa nel 1811, le altre 4 nel 1948 dalla fonderia Colbachini di Padova, mentre la sesta campana è stata rifusa nel 1928 dalla fonderia Cavadini di Verona con il bronzo della precedente (datata 1750). Da metà 2010 le campane sono ferme per motivi di stabilità e sono state sostituite da un simulatore Melloncelli.

### Interno
L'interno è a navata unica, con l'altare maggiore posto nel presbiterio, di fronte alla zona absidale, e altari minori laterali, almeno due realizzati in marmo. Tra le opere che impreziosiscono l'interno si annoverano gli affreschi eseguiti dal veneziano Sebastiano Santi nel XIX secolo.

## Sisma del 2012
L'edificio ha subito diversi danni durante il sisma del 2012 che ha colpito anche la parte meridionale della provincia di Rovigo. I lavori di restauro necessari sono stati in parte finanziati dalla Regione Veneto e in parte dalla popolazione locale. Nella cantoria in controfacciata si trova l'organo costruito da Raffaele Franchini nel 1871, ultimo strumento costruito da questa ditta.